# IOSA认证
IOSA认证（IATA Operational Safety Audit），即国际航空运输协会运行安全审计认证，是国际航空运输协会（IATA）制定的一项为国际所认可和接受的航空安全标准，用于评估航空公司的运行管理和控制系统。这项认证创建于2003年，以国际审计标准为指导，力求通过稳定的标准来进行审计。
IATA要求其成员必须在2007年底之前通过IOSA认证。此项认证的有效期为两年，过期须重新进行审计。
IATA指出，自创办至今已进行超过570次审计，共有214家航空公司完成IOSA注册。通过进行审计，对350家航空公司提出了改进方案并进行实施，由此提高飞行安全系数；另一方面，降低了代码共享的冗余，帮助航空公司大幅削减成本。